# قرار مجلس الأمن التابع للأمم المتحدة رقم 961
قرار مجلس الأمن التابع للأمم المتحدة رقم 961، المتخذ بالإجماع في 23 تشرين الثاني / نوفمبر 1994، بعد الإشارة إلى القرارات 637 (1989)، 693 (1991)، 714 (1991)، 729 (1992)، 784 (1992)، 791 (1992)، 832 (1993)، 888 (1993) و920 (1994)، ناقش المجلس تنفيذ اتفاقيات السلام في السلفادور ومدد ولاية بعثة مراقبي الأمم المتحدة في السلفادور للمرة الأخيرة حتى 30 أبريل 1995.
وأعرب المجلس عن قلقه إزاء التأخيرات في تنفيذ أجزاء من اتفاقات السلام، ولا سيما تلك المتعلقة بتسريح الشرطة ونقل الأراضي، والإصلاح القضائي، وبرامج إعادة إدماج المحاربين السابقين وتوصيات لجنة الحقيقة. وأثني على جهود البعثة لدعم التنفيذ الكامل للاتفاقات التي وقعتها حكومة السلفادور وجبهة فارابوندو مارتي للتحرير الوطني.
وأكد المجلس على أهمية تنفيذ مثل هذه الاتفاقات وطلب متابعة نتائج الفريق المشترك للتحقيق في الجماعات المسلحة غير الشرعية ذات الدوافع السياسية. تمت دعوة جميع الأطراف إلى التعاون مع الممثل الخاص للأمين العام بطرس بطرس غالي في التحقق من تنفيذ الاتفاقات، وطلب حكومة السلفادور وجبهة فارابوندو مارتي للتحرير الوطني استكمال تنفيذ الاتفاقات.
تم حث جميع الدول والمؤسسات الدولية على المساهمة في تنفيذ اتفاقيات السلام. وطُلب من الأمين العام تقديم تقرير عن ولاية البعثة وانسحابها بحلول 31 آذار / مارس 1995. وأخيراً، تم التأكيد على هدف الأمم المتحدة المتمثل في ضمان تنفيذ اتفاقات السلام.

## روابط خارجية
- نص القرار في undocs.org